# Sarebbe bello se all'improvviso nella mia vita arrivassi tu
Sarebbe bello se all'improvviso nella mia vita arrivassi tu è un album discografico del musicista italiano Il Guardiano del Faro (Federico Monti Arduini), pubblicato nel 1981.

## Descrizione
Il retro copertina riporta per intero la poesia che dà il titolo all'album:

## Tracce
Musiche di Federico Monti Arduini, eccetto dove indicato.
Lato A
1. Sandy (strumentale) – 2:05
2. Buonanotte papà (strumentale) – 4:38
3. E tu mi lasci già? (strumentale) – 4:01
4. Amarti e non averti (strumentale) – 4:29

Lato B
1. E se tu... – 5:25
2. Sarebbe bello – 4:12
3. Solamente lei – 3:51
4. Più di così... – 2:40 (musica: Giulio Libano)
5. E poi amarsi ancora – 5:10

## Formazione
- Federico Monti Arduini – vocalizzi (traccia: 2), tastiere, drum machine, armonica a bocca
- Giulio Libano – flicorno, tromba, ritmiche, arrangiamento e direzione archi